# Натрію перкарбонат

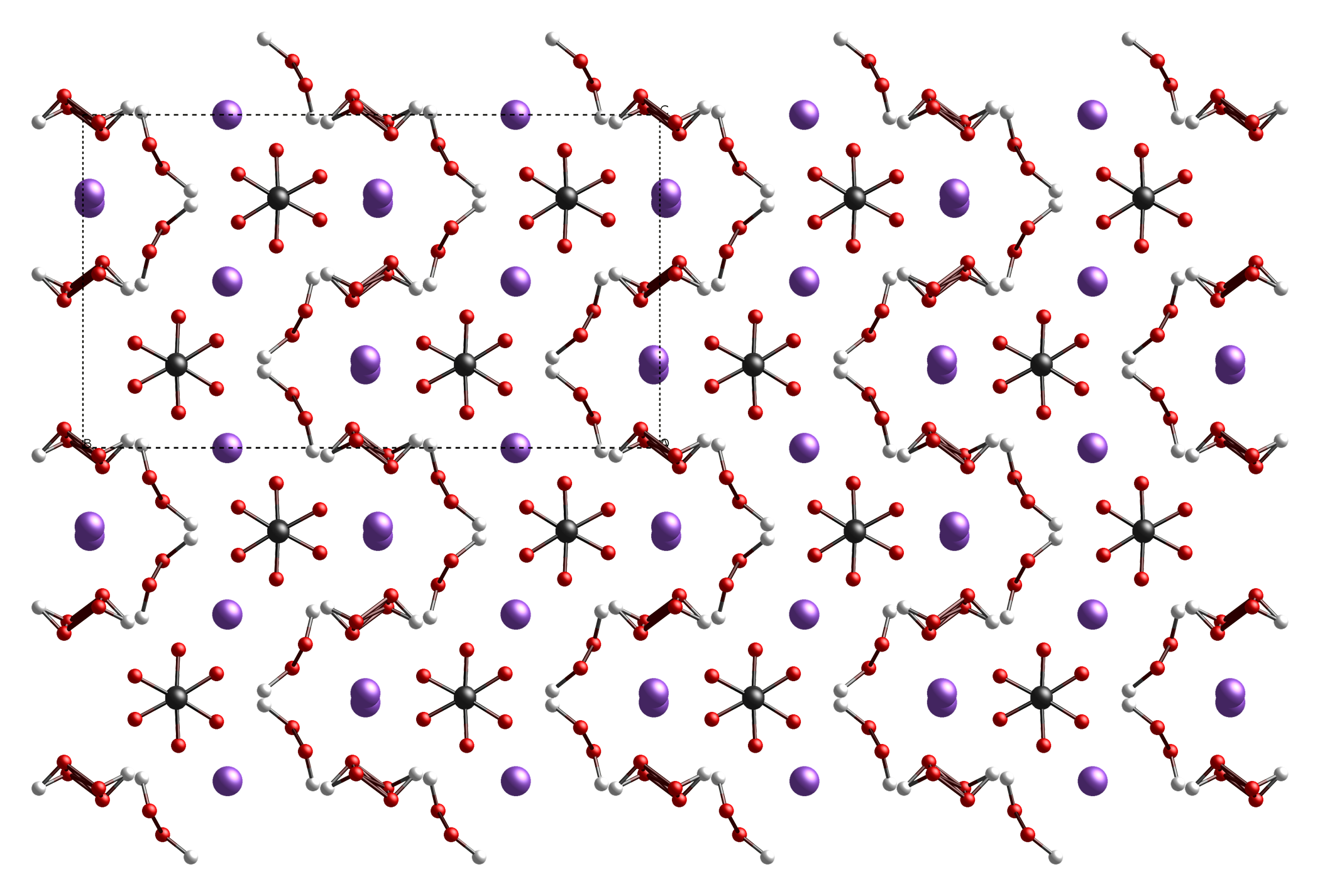
Паличко-кулькова модель зразка упаковки кристала натрію перкарбонату.

Перкарбонат натрію є аддуктом карбонату натрію та перекису водню з формулою 2Na2CO3·3H2O2. Безбарвний, кристалічний, гігроскопічний, водорозчинний порошок. Використовується в деяких екологічно-дружніх мийних засобах, також в лабораторії як джерело безводного перекису водню.
Цей продукт містить карбонатний аніон, і його не слід плутати з триоксокарбонатом натрію Na2CO4 або пероксикарбонатом натрію Na2C2O6, які містять інші аніони.
В 1899 році Танатар Севастян Мойсейович (м. Одеса) вперше виділив перкарбонат натрію.

## Структура
При кімнатній температурі, твердий перкарбонат натрію має ромбічну кристалічну структуру, з кристалографічною просторовою групою Cmca. Структурно змінюється в Pbca при охолодженні кристалів до температури нижче -30°C.

## Отримання
Перкарбонат натрію отримують в промисловості шляхом реакції карбонату натрію і перекису водню, з подальшою кристалізацією. Крім того, сухий карбонат натрію може бути оброблено безпосередньо за допомогою концентрованого розчину перекису водню. Світовий обсяг виробництва цієї сполуки оцінюється в кілька сотень тисяч тонн за 2004 рік. Може бути отриманий в лабораторних умовах шляхом обробки двох речовин у водному розчині при належному контролі pH або концентрацій вихідних сполук.

## Використання
Як агент окисник, перкарбонат натрію є компонентом в ряді продуктів для прання, в тому числі вільних від хлору відбілювачів, таких як «Oxy Boost», «OxiClean», пральний порошок «Tide», та «Vanish». Розчинений у воді, він дає суміш перекису водню (який у результаті розкладається з утворенням води та кисню) і карбонат натрію («кальцинованої соди»). Інколи вказується у складі прального засобу як "кисневий/кисневмісний відбілювач".
2Na2CO3.3H2O2 → 2Na2CO3 + 3H2O2 
Перкарбонат натрію може бути використаний в органічному синтезі як зручне джерело безводного H2O2, зокрема, в розчинниках, які не може розчиняти карбонат, але які можуть вбирати H2O2 з розчину.